# Clifford Chance
Clifford Chance LLP ist eine Anwaltssozietät mit weltweit rund 3000 Rechtsberatern. Mit einem globalen Umsatz von 1,8 Milliarden GBP (2019/2020) ist Clifford Chance eine der weltweit umsatzstärksten Wirtschaftskanzleien und präsent in 32 Finanz- und Wirtschaftszentren in insgesamt 21 Ländern. Der Hauptsitz ist in London, wobei sie dort zum Kreis der Magic-Circle-Kanzleien gerechnet wird.

## Geschichte
Die Sozietät entstand 1987 in England durch den Zusammenschluss der Anwaltskanzleien Coward Chance und Clifford Turner, deren Geschichte bis in das Jahr 1802 zurückgeht.
In Deutschland ist die Sozietät seit 1990 vertreten. Im Jahr 2000 fusionierte sie mit der deutschen Kanzlei Pünder Volhard Weber & Axster und der US-amerikanischen Sozietät Rogers & Wells. In Deutschland hieß die Kanzlei bis Ende 2003 Clifford Chance Pünder; seit 2004 heißt sie nur noch Clifford Chance.
Die deutsche Niederlassung erwirtschaftete im Geschäftsjahr 2020 mit ca. 250 Berufsträgern einen Umsatz von 190,0 Mio. Euro.

## Struktur
International ist Clifford Chance eine Limited Liability Partnership nach englischem Recht mit Sitz in London. Die deutsche Niederlassung ist eine Partnerschaftsgesellschaft mit beschränkter Berufshaftung nach deutschem Recht.